# Хорошенькая сестра Хосе
«Хорошенькая сестра Хосе» (англ. The Pretty Sister of Jose) — американская романтическая драма 1915 года режиссёра Аллана Двона по его собственному сценарию, основанному на одноименном романе Фрэнсис Бёрнетт 1889 года и пьесе 1903 года, главную роль в которой исполняла Мод Адамс., В фильме снимался Маргерит Кларк и Джек Пикфорд.
Фильм считается утерянным.

## Сюжет
Мать Пепиты и Хосе совершает самоубийство после измены мужа. Пепита, тяжело пережившая эту трагедию ненавидит всех мужчин. Когда в город, где она живёт, приезжает Себастьяно, известный испанский тореро, он влюбляется в Пепиту и бросает прекрасную Сарати, которая умирает от отчаяния.
Пепита едет в Мадрид, где живёт у своего брата Хосе. В столице её расположения безуспешно добивается Себастьяно. В конце концов, Себастьяно уезжает в Лиссабон. Через некоторое время он возвращается из Португалии, привезя с собой новую подругу.
Пепита, разлука которой с тореадором пробудила любовь, теперь ревнует его. Во время боя быков Себастьяно выглядит великолепно. Но бык наносит ему удар рогом. Пепита спешит к раненному и заявляет о своей готовности умереть вместе с ним. Её слова возвращают Себастьяно к жизни.

## В ролях
- Маргерит Кларк — Пепита
- Джек Пикфорд — Хосе
- Эдит Чепмен — их мать
- Гертруда Норман — их бабушка
- Уильям Ллойд — Падре
- Руперт Джулиан — Себастьяно
- Тедди Сампсон — Сарита
- Дик Россон — Мануэль